# Перес Бальядарес, Эрнесто
Эрнесто Перес Бальядарес Гонсалес-Ревилья (исп. Ernesto Pérez Balladares González-Revilla, род. 29 июля 1946 года, город Панама) — президент Панамы с 1 сентября 1994 по 1 сентября 1999.

## Биография
Высокое и крепкое телосложение принесло ему прозвище Эль Торо — бык.
Перес Бальядарес получил степень магистра в США в Университете Нотр-Дам и Уортонской школе Пенсильванского университета.
В 1976—1981 годах — министр экономики и финансов в левом правительстве Омара Торрихоса. После гибели Торрихоса избран генеральным секретарём объединявшей его сторонников «Революционно-демократической партии». В 1984 году вступил в конфликт с фактическим диктатором страны Мануэлем Норьегой и бежал в Испанию, но вскоре вернулся. В 1989 году руководил избирательной кампанией проправительственного кандидата в президенты Карлоса Дуке, которого с огромным отрывом победил оппозиционер Гильермо Эндара. Результаты были аннулированы Норьегой, что вызвало вторжение США и свержение Норьеги, после чего Эндара занял президентский пост. Перес Бальядарес был вновь арестован, но вскоре освобождён.
В 1994 году был выдвинут РДП на пост президента и на фоне падения популярности Эндары избран. В ходе избирательной кампании дистанцировался от наследия Норьеги, позиционируя себя политическим наследником Торрихоса. Тем не менее, на посту президента проводил политику неолиберальных реформ и приватизации государственных предприятий, а также укрепил связи с США, в частности, согласившись принять более 10 000 беженцев с Кубы, что отказывался сделать Эндара. Был реабилитирован ряд должностных лиц, занимавших высокие посты в годы правления Норьеги.
В 1998 году Перес Бальядарас организовал референдум по принятию в конституцию поправки, позволявшей ему баллотироваться на второй срок подряд (конституция Панамы разрешает экс-президенту вновь выдвигаться на высший пост не ранее, чем через 10 лет после того, как он покинет пост), но предложение было отвергнуто двумя третями голосов. Выдвинутый после этого в президенты Мартин Торрихос с небольшим отрывом проиграл кандидату оппозиции Мирейе Москосо (проигравшей Пересу Бальядаресу на предыдущих выборах).
Сразу после этого в адрес уходящего президента были выдвинуты обвинения в отмывании средств, полученных от приватизации государственного имущества, нелегальной продаже въездных виз в США и попытке в свете грядущей передачи от США Панамского канала насадить в его новую администрацию своих сторонников и партнёров по бизнесу. В 2010 году экс-президент был арестован, но через год суд прекратил дело. В 2012 году, однако, Перес Бальядарес был приговорён к году тюрьмы или штрафу в 3 000 долларов по обвинению в клевете.